# Садовое (Пятихатский район)
Садовое (укр. Садове) — село, Пальмировский сельский совет, Пятихатский район, Днепропетровская область, Украинская ССР.
Население по данным 1982 года составляло 10 человек.
Село ликвидировано в 1988 году.
Село находилось на расстоянии в 1 км от села Новозалесье.